# Phife Dawg
Phife Dawg, echte naam Malik Isaac Taylor (New York, 20 november 1970 – Contra Costa County, 23 maart 2016), was een Amerikaanse rapper van Trinidadse afkomst. Hij was samen met twee klasgenoten op de middelbare school, Q-Tip en Ali Shaheed Muhammad, lid van de befaamde rapgroep A Tribe Called Quest.
Met zijn groep behaalde hij baanbrekende resultaten binnen de hiphop, maar solo is dat er nooit echt van gekomen. Hij heeft twee albums opgenomen. Billboards website gaf aan dat hij graag had willen samenwerken met De La Soul, Method Man en Redman.
Hij overleed op 45-jarige leeftijd aan diabetes.

## Discografie

### Studioalbums
- 2000, Ventilation: Da LP
- 2012, Songs in the Key of Phife Volume 1: Cheryl's Big Son

- Bibliothèque nationale de France: cb140370408 (data)
- Gemeinsame Normdatei: 135355737
- International Standard Name Identifier: 0000 0000 7840 1534
- Library of Congress Control Number: no98122138
- MusicBrainz: d9f3f7ca-9963-45c5-85b3-81f306614ff8
- Système universitaire de documentation: 192230719
- Virtual International Authority File: 17422837
- WorldCat: E39PBJxrWBmqR9B8RBrHrRdhHC